# Matériel moteur du Bern-Lötschberg-Simplon
Cet article présente la liste du matériel moteur du chemin de fer du Lötschberg (BLS) : locomotives, locotracteurs et automotrices.

## Matériel moteur
| Série (originale)              | Série (originale)       | Série (UIC)             | Série (UIC)             | Construction            | Nombre                  | Nombre                  | Vitesse maximum         | Puissance (kW)          | Radiations              | Observations                            |
| Type                           | Numérotation            | Type                    | Numérotation            | Construction            | Livrés                  | En service              | Vitesse maximum         | Puissance (kW)          | Radiations              | Observations                            |
| Locomotives électriques        | Locomotives électriques | Locomotives électriques | Locomotives électriques | Locomotives électriques | Locomotives électriques | Locomotives électriques | Locomotives électriques | Locomotives électriques | Locomotives électriques | Locomotives électriques                 |
| ------------------------------ | ----------------------- | ----------------------- | ----------------------- | ----------------------- | ----------------------- | ----------------------- | ----------------------- | ----------------------- | ----------------------- | --------------------------------------- |
| Be 5/7                         | 151-163                 |                         |                         | 1913                    | 12                      | 1                       |                         |                         |                         |                                         |
| Ce 4/6                         | 301-317                 |                         |                         | 1920                    | 17                      | 1                       | 65                      | 736                     |                         | 308-317 modifiées en Ce 4/4             |
| Ae 6/8                         | 201-208                 |                         |                         | 1926-1943               | 8                       | 1                       | 100                     | 4415                    |                         |                                         |
| Ce 4/4                         | 308-317                 |                         |                         | 1954-1956               | 10                      | 1                       | 65                      | 736                     |                         | modifiées de Ce 4/6                     |
| Ae 4/4                         | 251-258                 | Ae 415                  | 251-258                 | 1944-1955               | 8                       | 2                       | 125                     | 2944                    |                         |                                         |
| Ae 8/8                         | 271-275                 | Ae 485                  | 271-275                 | 1959-1966               | 5                       | 1                       | 125                     | 6476                    |                         |                                         |
| Re 4/4                         | 161-195                 | Re 425                  | 161-195                 | 1964-1983               | 35                      | 33                      | 140                     | 4990                    |                         |                                         |
|                                |                         | Re 420.5                | 501-512                 | 1967                    | 12                      | 3                       | 140                     | 4700                    |                         | rachetées aux CFF en 2004-05            |
|                                |                         | Re 465                  | 001-018                 | 1996-1997               | 18                      | 18                      | 230                     | 7000                    |                         |                                         |
|                                |                         | Re 485                  | 001-020                 | 2002-2003               | 20                      | 20                      | 140                     | 5600                    |                         |                                         |
|                                |                         | Re 486                  | 001-010                 | 2008-2009               | 10                      | 10                      | 140                     | 5600                    |                         |                                         |
| Automotrices électriques       |                         |                         |                         |                         |                         |                         |                         |                         |                         |                                         |
| RBDe 4/4                       | 721-742                 | RBDe 565                | 721-742                 | 1982-1992               | 22                      | 21                      | 125                     | 1650                    |                         |                                         |
|                                |                         | RBDe 566I               | 220–227                 | 1973-1974               | 8                       | 7                       | 125                     | 1340                    |                         | ex-RM                                   |
|                                |                         | RBDe 566II              | 230-242                 | 1984-1985               | 13                      | 13                      | 125                     | 1650                    |                         | ex-RM                                   |
| Rames automotrices électriques |                         |                         |                         |                         |                         |                         |                         |                         |                         |                                         |
|                                |                         | RABe 515                | 001-036                 | 2012-2014               | 28                      | 13                      | 160                     | 4000                    |                         | MUTZ, série en cours de livraison       |
|                                |                         | RABe 525                | 001-038                 | 1998-2004               | 37                      | 36                      | 140                     | 1000                    |                         | NINA, 1 ex-TRN                          |
|                                |                         | RABe 526                | 260-265, 280-286        | 2003-2004               | 13                      | 0                       | 140                     | 1100                    |                         | GTW, ex-RM, revendues aux CFF (12.2013) |
|                                |                         | RABe 528                | 101-130, 201-228        | 2021-                   | 58                      | 58                      | 160                     | 3500                    |                         | MIKA                                    |
|                                |                         | RABe 535                | 001-036                 | 2008-2012               | 25                      | 25                      | 160                     | 1000                    |                         | Lötschberger                            |
|                                |                         | RABe 515                | 035-039                 | 2019                    | 5                       | 5                       | 160                     | 400                     |                         | Mutz à 6 éléments                       |

## Galerie de photos

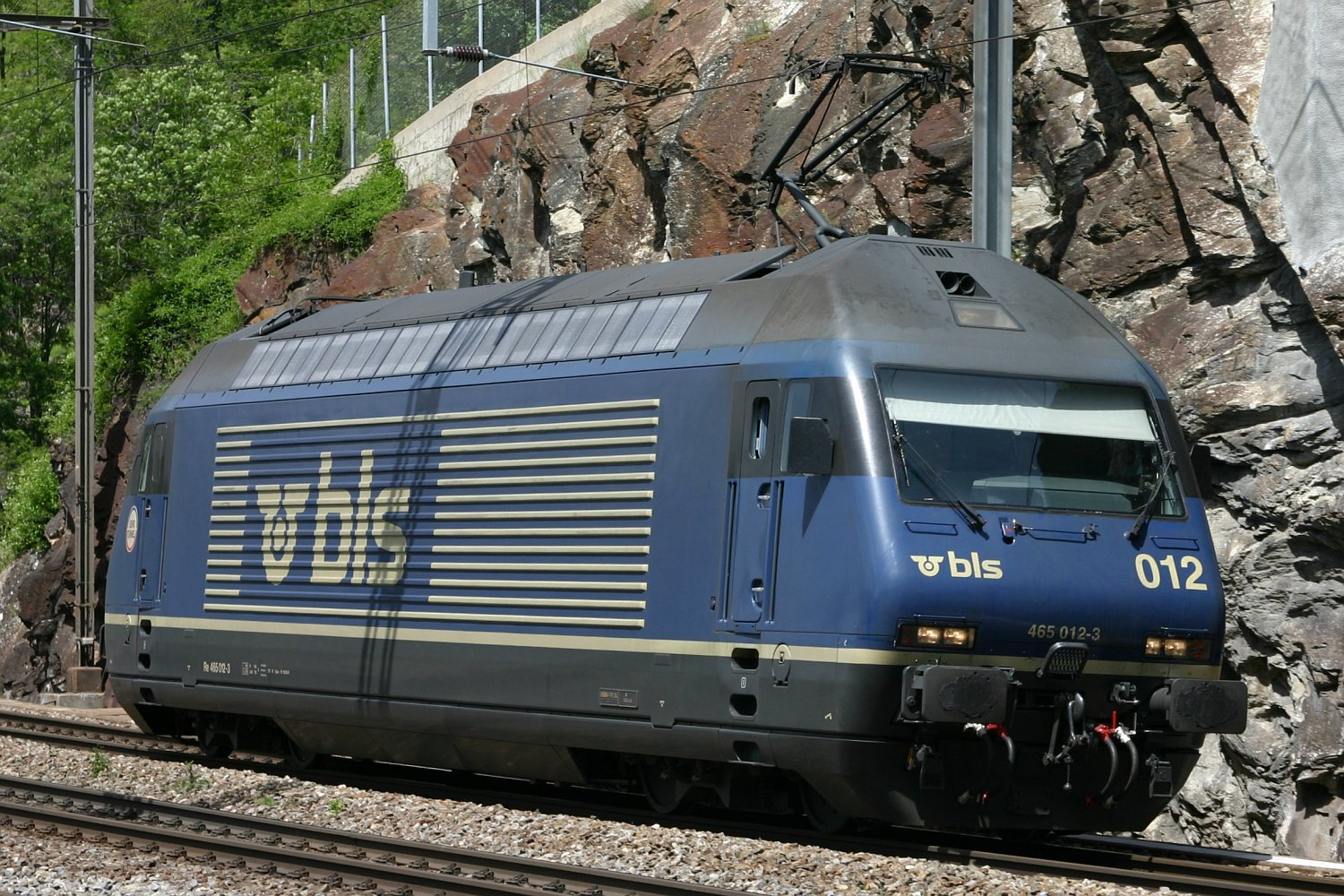
La Re 465 012-3 en gare de Lalden
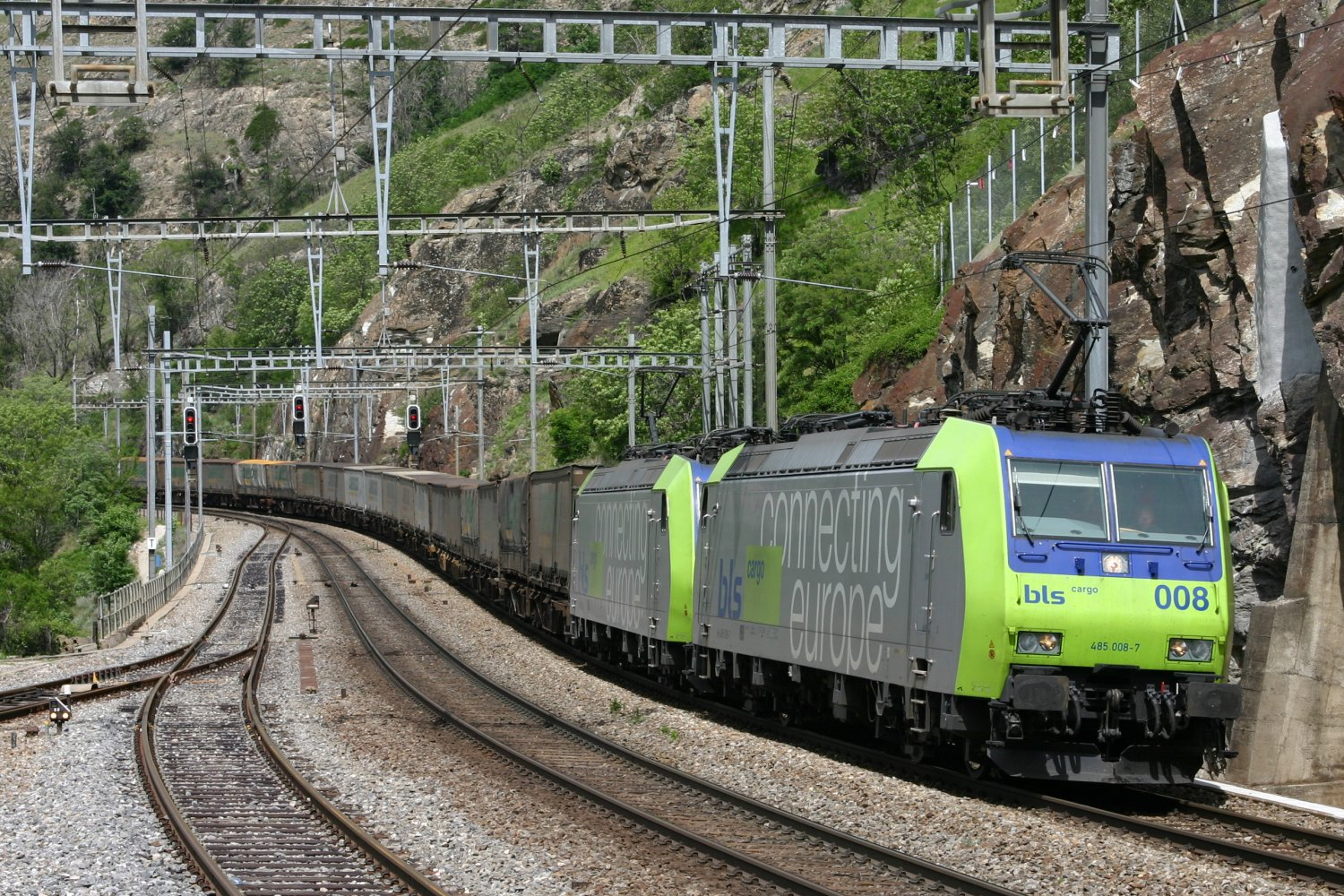
La Re 485 008-7 en gare de Lalden
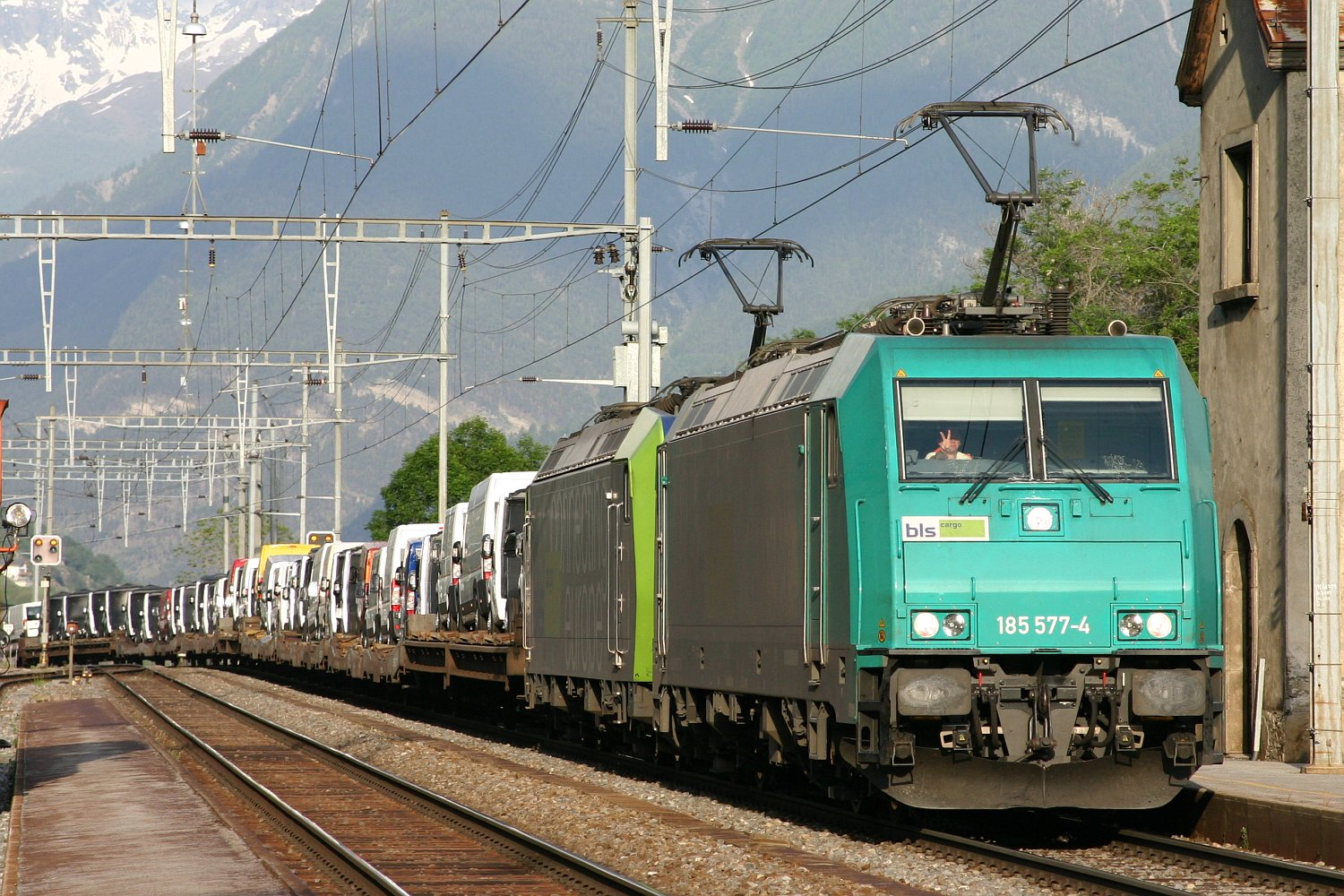
La 185 577-4 en gare de Ausserberg
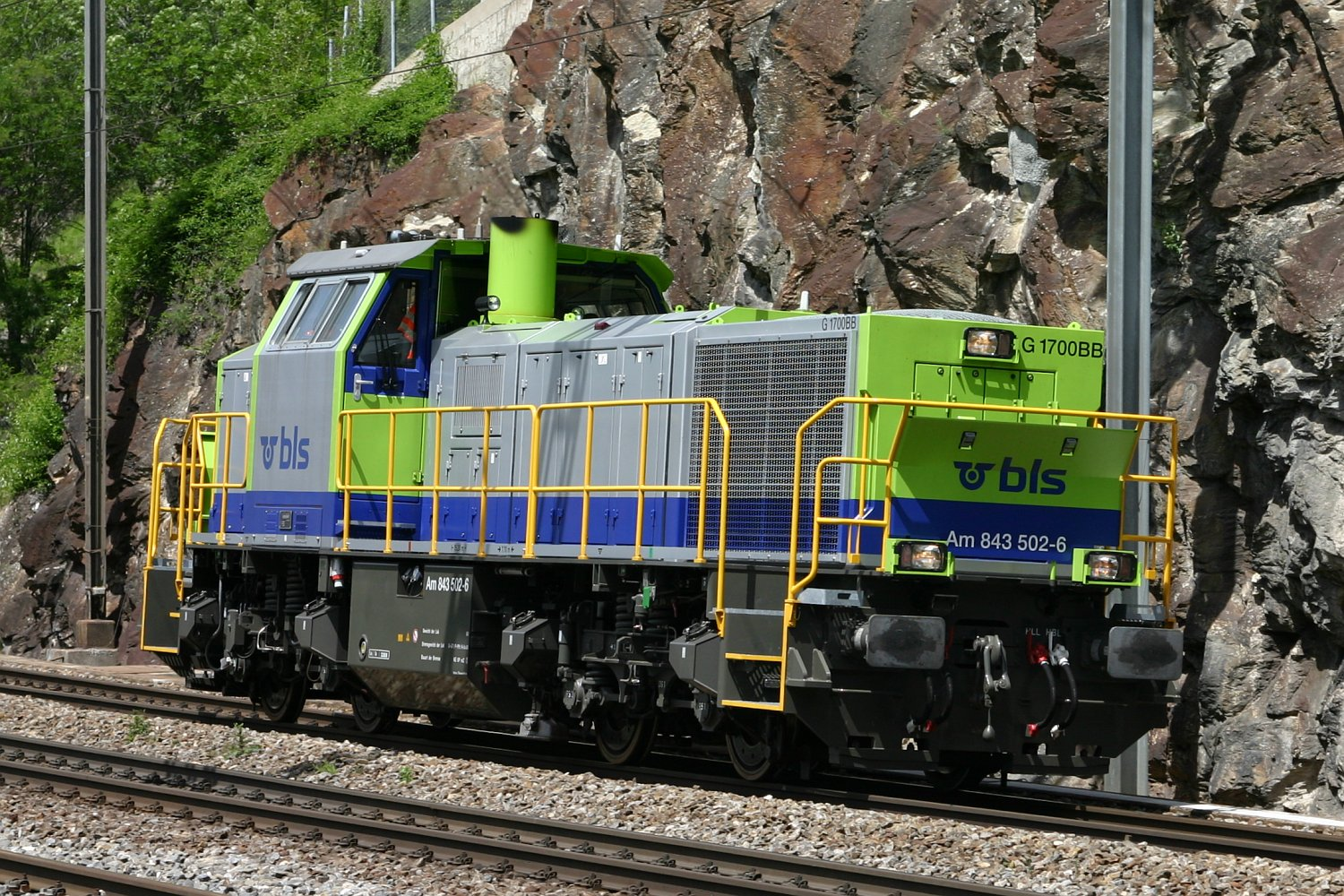
L'Am 843 502-6 en gare de Lalden
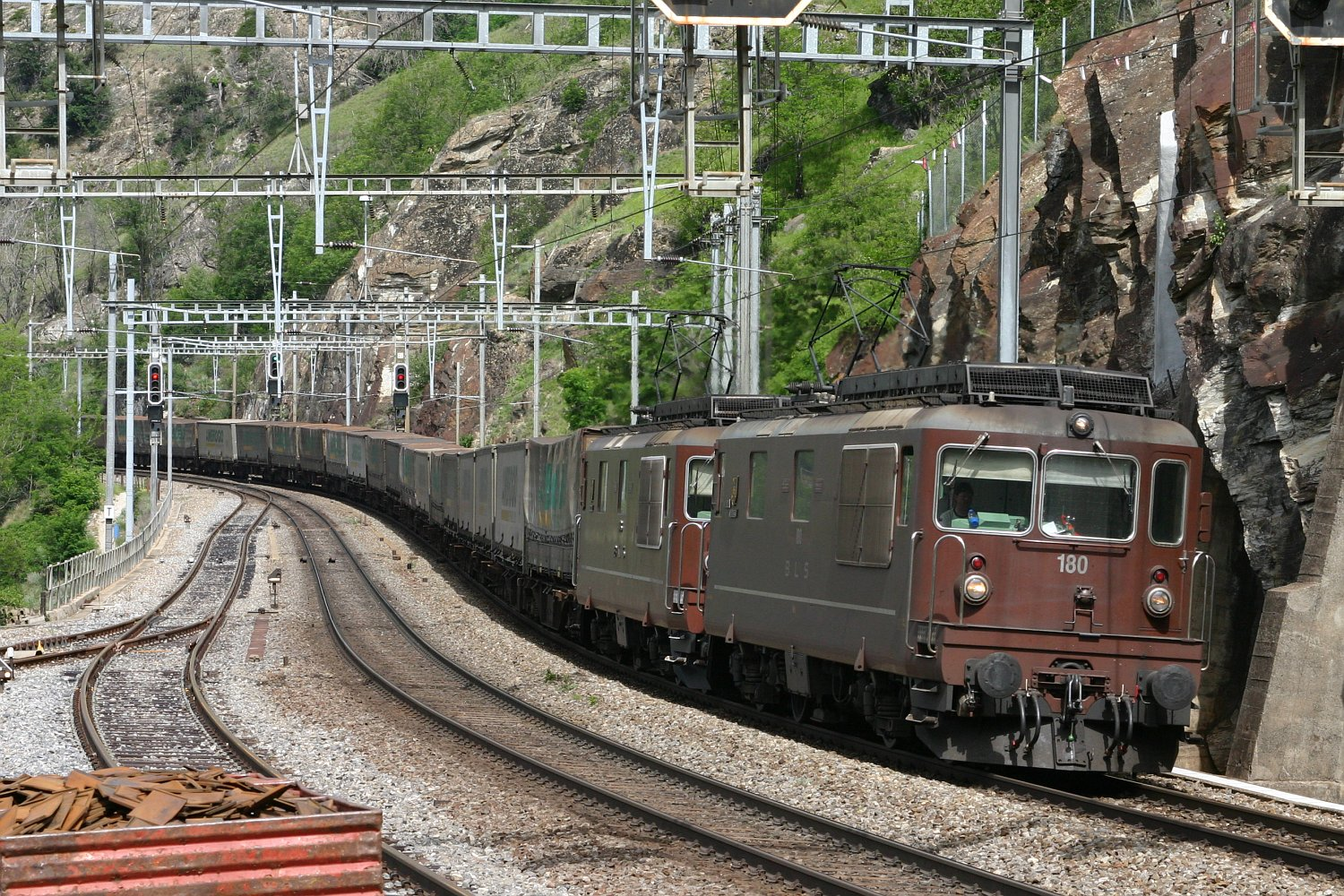
La Re 4/4 180 en gare de Lalden
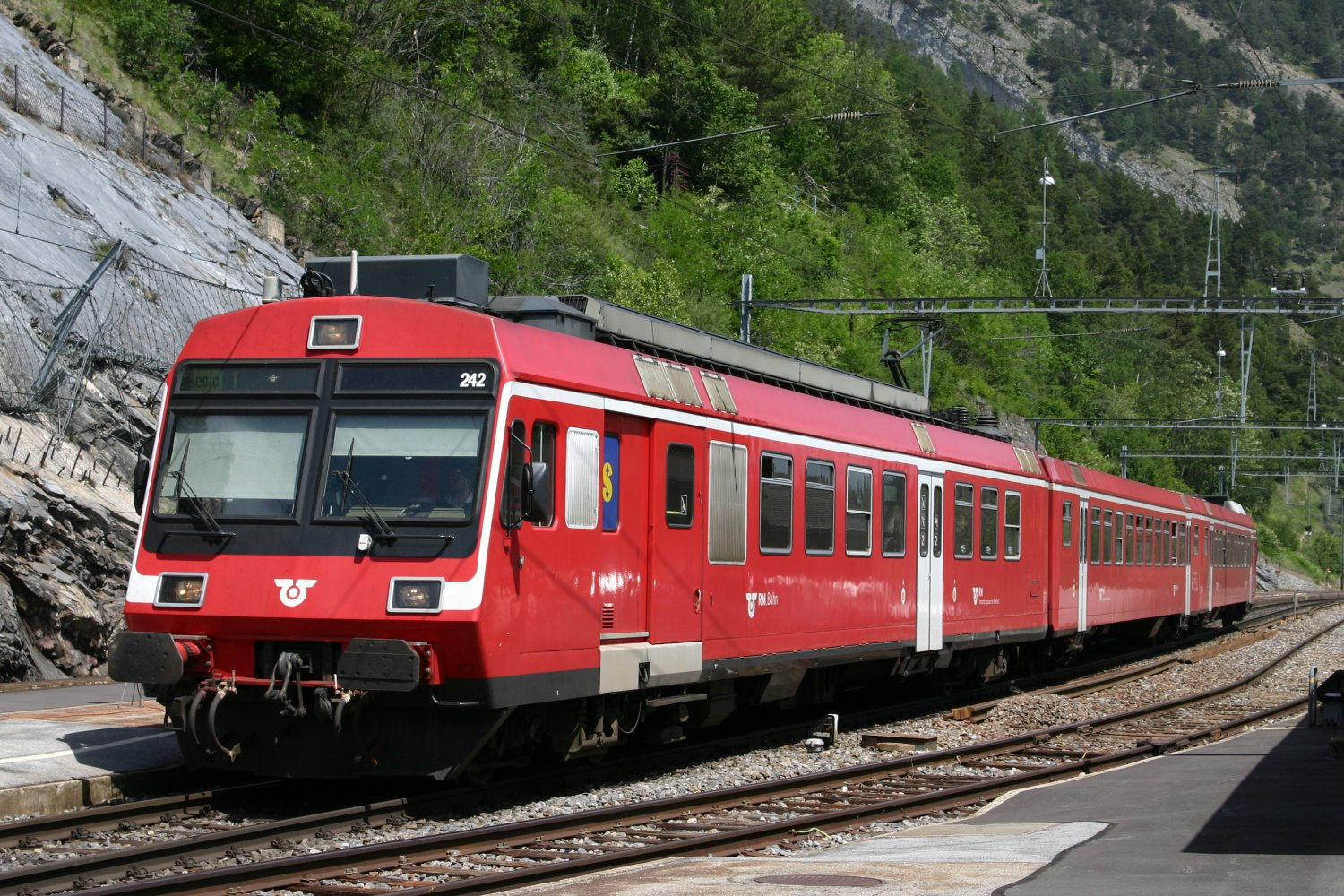
La RBDe 566 242-4 (Ex RM) en gare d'Hohtenn
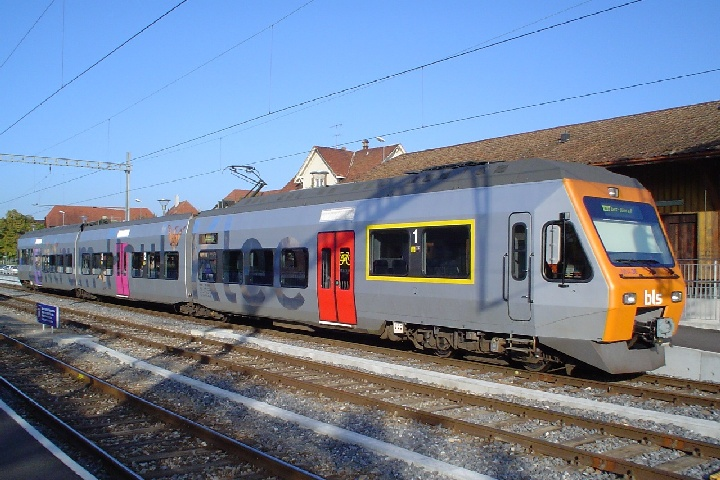
Rame "Nina" RABe 525   en gare de Kerzers
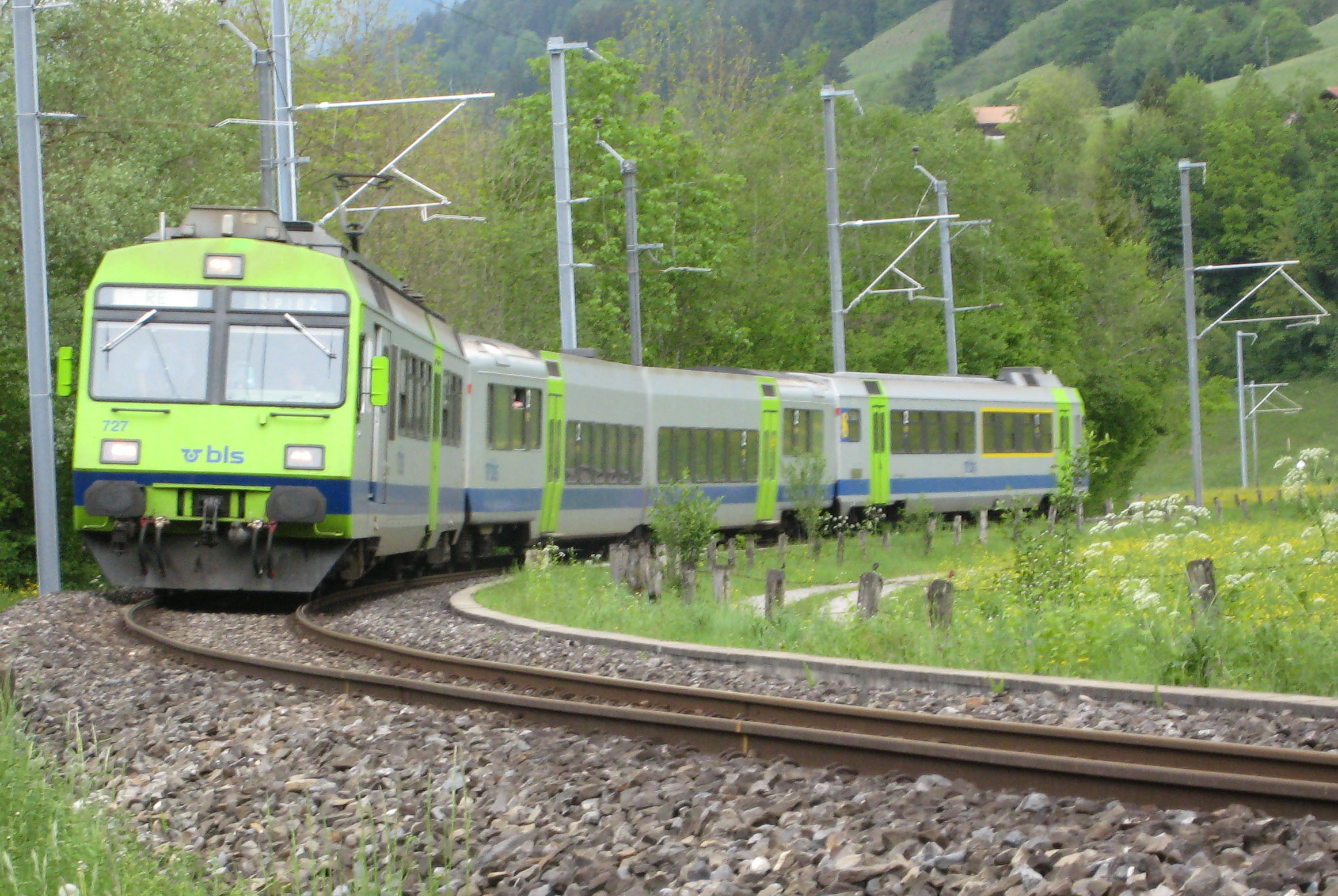
Rame RBDe 565 n°727, dans la vallée de la Zimmen (Zimmental)